# Karol Kniaziewicz
Barone Karol Otto Kniaziewicz (Asītes, Curlandia, 4 maggio 1762 – Parigi, 9 maggio 1842) è stato un generale polacco.
Apparteneva ad una famiglia della piccola nobiltà polacca e fu cadetto all'Accademia militare di Varsavia, dalla quale uscì come migliore allievo del suo anno e con il grado di tenente, nella quale frequentò lo stesso corso del futuro generale Kazimierz Nestor Sapieha.
Nella brigata del generale Józef Sowiński partecipò alla Guerra russo-polacca del 1792 e alla Rivolta di Kościuszko (1794). Esiliato in Francia, fu nominato maggior generale de jure delle Armate Polacche da Józef Antoni Poniatowski.
Entrato nel 1798 nell'esercito francese come ufficiale di grado maggiore di Stato Maggiore, nel 1799 ricevette il grado di brigadiere generale e nel 1804 fu tra i primi a ricevere l'Ordine della Legion d'onore da Napoleone I, che più tardi lo avrebbe nominato capo provvisorio del Ducato di Varsavia.
Nel 1801 era stato il fondatore della Legione del Danubio e si era distinto nella Battaglia di Hohenlinden sotto Jean Victor Marie Moreau.
Quando i russi ristabilirono l'ordine in Polonia, il generale prese a far parte di un gruppo di cospiratori fedeli alle idee liberal-monarchiche di Adam Jerzy Czartoryski e Rajmund Rembieliński, invece che a quelle filo-giacobine del generale Józef Zajączek.
Durante la rivolta polacca del 1831, non prese parte attiva, ma dopo il fallimento di questa, fu esiliato dalla Polonia e fece parte dei membri dell'Hôtel Lambert.